# Zornesfalte

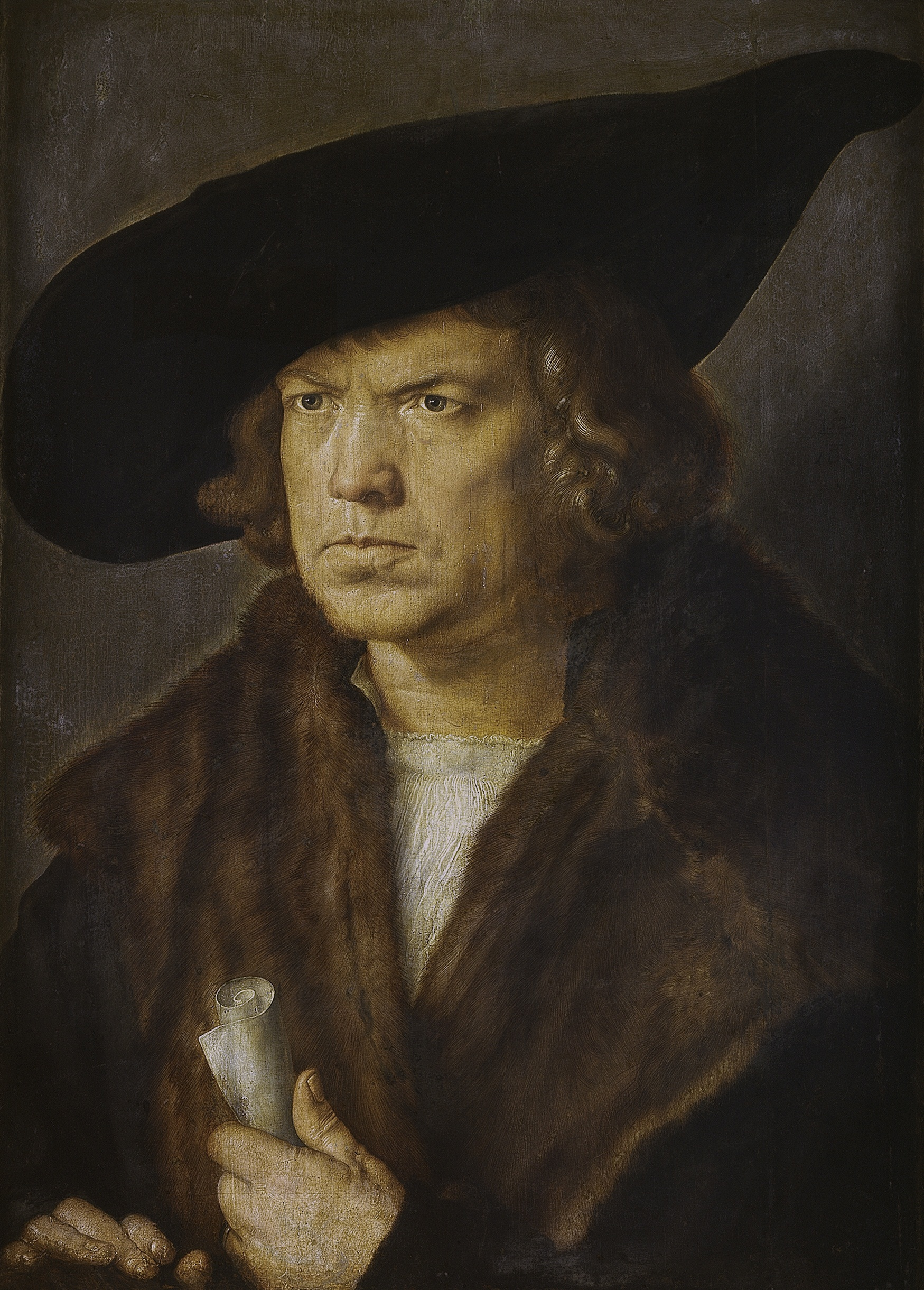
Bildnis eines unbekannten Mannes, der wohl zornig dreinschaut (Albrecht Dürer, 1521)

Position des Muskels corrugator supercilii rot markiert

Die sogenannten Zornesfalten (Syn. Glabellafalten, Glabellarfalten oder Denkerfalten) sind senkrechte Hautfalten, die sich beim Zusammenziehen der Augenbrauen im Zorn oder beim tiefen Nachdenken zwischen diesen bilden.
Diese Faltung kommt zustande, wenn der Musculus corrugator supercilii aktiv ist. Er zieht die Brauen nach innen und unten und faltet dadurch die Haut der Glabella senkrecht. Dies hat eine Verdüsterung des Gesichtsausdrucks zur Folge. Der Stirnmuskel (Musculus frontalis) ist der Antagonist des Musculus corrugator supercilii. Er dehnt die Haut der Glabella und hebt die Augenbrauen.
Nach Hermann Braus symbolisieren senkrechte Stirnfalten das  Nachdenken und charakterisieren die Denkerstirn.